# Psychogene Leckalopezie der Katze

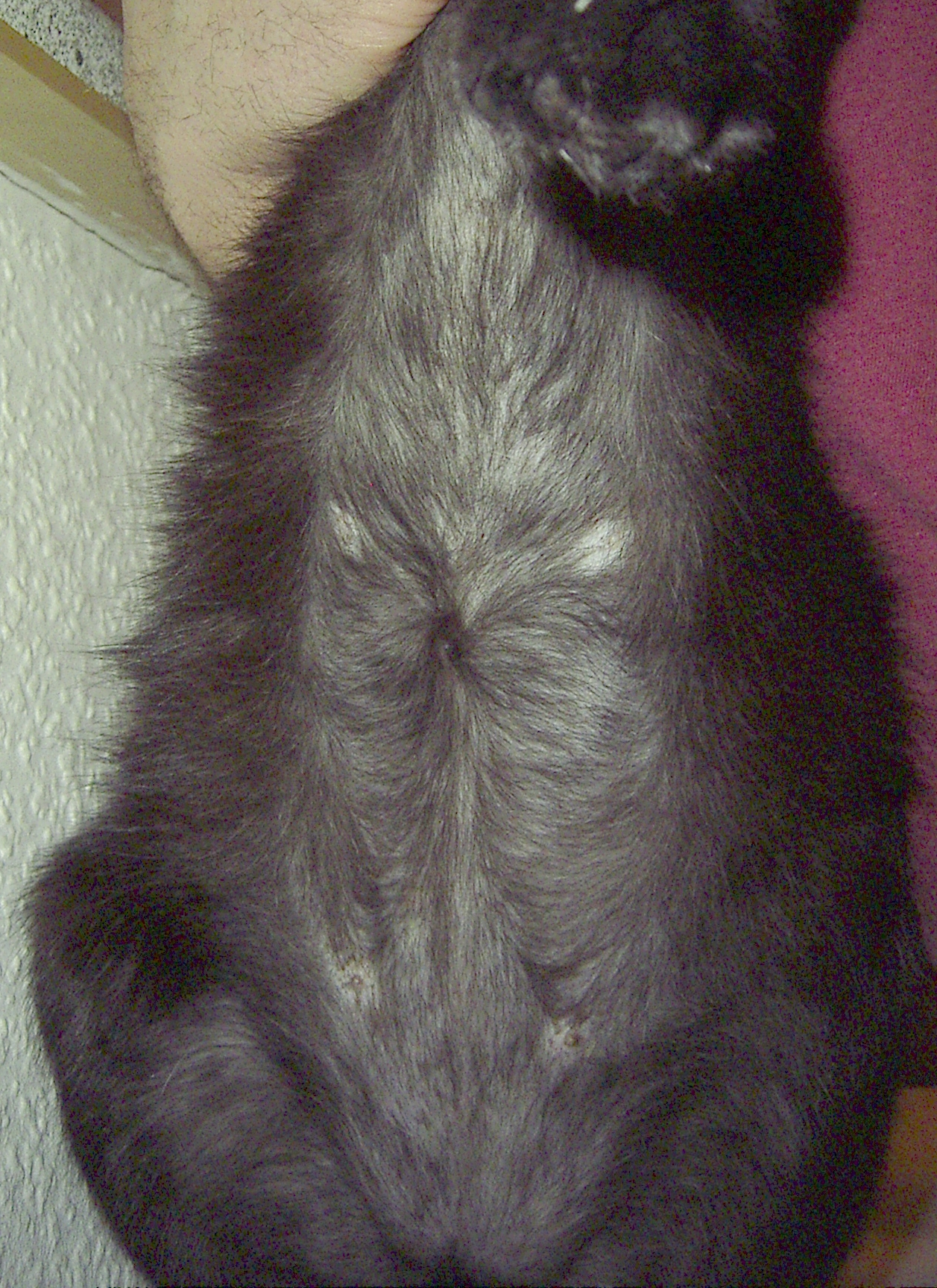
Bauch einer Hauskatze mit psychogener Leckalopezie

Die Psychogene Leckalopezie oder Feline bilateral-symmetrische selbstinduzierte Alopezie (FBSA) ist eine Verhaltensstörung bei Hauskatzen, die sich in einem krankhaft gesteigerten Putztrieb äußert und eine Hautentzündung (Dermatitis) mit Haarausfall (Alopezie) hervorruft. Sie ähnelt damit der Akralen Leckdermatitis der Hunde. Die Diagnose der Erkrankung muss durch eine gründliche Ausschlussdiagnostik abgesichert werden. Die Behandlung erfolgt durch eine Verhaltenstherapie und/oder Psychopharmaka.

## Klinisches Bild
Die Psychogene Leckalopezie ist durch einen krankhaft übersteigerten Putztrieb gekennzeichnet. Hierdurch kommt es zur zunehmenden Verlust von Haaren, so dass lichte oder haarlose Stellen entstehen. Am häufigsten betroffen sind der Rücken, der Bauch und die Innenseiten der Hinterbeine. Die Körperpartien werden oft unregelmäßig oder halbseitig stärker beleckt. Bei genauerer Untersuchung mit einer Lupe, im Gegenlicht oder mittels Abtasten können im Regelfall die abgebrochenen Reste der eigentlich gesunden Haarschäfte nachgewiesen werden. Die Haut der kahlen Stellen ist zumeist unverändert oder zeigt leichte Entzündungszeichen. Je nach Rasse können Deck- und Unterfell unterschiedlich stark betroffen sein. Bei beginnender Störung oder leichteren Fällen bleibt oft ein lichter Flaum stehen. Bei sehr stark gesteigertem Putztrieb werden fast alle Haare weggeleckt und es kann durch die raue Katzenzunge zu Hautverletzungen mit Abschürfungen, Geschwüren oder runden rötlichen Effloreszenzen („eosinophile Plaques“) kommen. Durch die vermehrte Aufnahme von Haaren können Erbrechen von Haarbüscheln oder deren Abgang über den Kot auftreten. Die Haare am Rand der haarlosen Stellen erscheinen gesund und lassen sich nicht auszupfen.

## Vorkommen
Die Psychogene Leckalopezie tritt bei Katzen aller Altersgruppen, Rassen und beider Geschlechter auf. Eine Häufung wird nach Noli und Scarampella bei Siam-, Burma- und Abessinierkatzen, nach Roosje und Willemse bei Siam-, Birma und Europäischer Kurzhaarkatze, nach Reinbacher und Panakova bei Orientalen beobachtet.

## Ursachen
Als Hauptursache wird ein empfundener Verlust der Kontrolle über das eigene Territorium angesehen. Dies kann beispielsweise auftreten, wenn neue Personen oder Tiere in den Haushalt aufgenommen werden (oder ihn verlassen), ein Umzug erfolgte oder das Tier vorübergehend in einer anderen Umgebung gehalten (Katzenpension während eines Urlaubs) wurde. Auch andere Stress- und Konfliktsituationen kommen in Frage. Eine fehlende Versteck- und Rückzugsmöglichkeit innerhalb des eigenen Reviers bei empfundener Bedrohung (z. B. durch Besuch fremder Personen) oder ein Auslöser für den Jagdtrieb, der nicht befriedigt werden kann (z. B. ein Vogel im Käfig), kommen in Frage.

## Diagnose
Die Diagnose ist schwierig und kann sicher nur durch Ausschluss aller anderen Ursachen von Haarausfall gestellt werden. In einer amerikanischen Studie konnte bei 87 % der mit Diagnose Psychogene Leckalopezie vorgestellten Katzen letztlich doch eine organische Ursache ermittelt werden.
Zunächst sollten über ein Hautgeschabsel eine Demodikose und eine Trichoskopie und Pilzkultur eine Hautpilzerkrankung (Dermatophytose) ausgeschlossen werden, die allerdings auch gleichzeitig vorliegen kann. Darüber hinaus sind anderen Ursachen für einen Fellverlust, darunter alle mit Juckreiz einhergehenden Erkrankungen auszuschließen. Dazu zählen vor allem allergische Erkrankungen (Futterallergie, Atopie, Flohallergie) und Parasitosen (Katzenfloh, Katzenhaarling, Cheyletiellose).
Darüber hinaus kommen einige weitere Erkrankungen in Betracht, bei denen aber im Regelfall keine Haarstümpfe nachweisbar sind. Das Paraneoplastische Syndrom tritt vor allem bei Adenokarzinomen der Bauchspeicheldrüse auf und äußert sich neben haarlosen Stellen auch in Erbrechen und Durchfall. Bei der Nebennierenüberfunktion ist die Haut zumeist sehr dünn und leicht verletzbar. Telogenes Effluvium und murale Follikulitis können bei Katzen einen primären Haarausfall auslösen. Die Alopecia areata ist eine seltene Autoimmunerkrankung mit von der gesunden Haut scharf abgegrenzten haarlosen Stellen. Auch die Zuckerkrankheit kann bei Katzen mitunter zu Haarlosigkeit führen. Bei älteren Katzen muss auch an ein Kutanes Lymphom oder eine Schilddrüsenüberfunktion gedacht werden.
Schließlich müssen Missempfindungen oder Schmerzen als Ursache für ein häufiges Belecken ausgeschlossen werden.

## Therapie
Die Therapie wird durch einen auf Verhaltenstherapie spezialisierten Tierarzt abgestimmt. Dieser versucht, die Stressursache zu ermitteln und zu beseitigen. Ein Halskragen zur Unterbindung des Leckens wird von solchen Katzen nur selten toleriert.
Zur Therapie der Psychogenen Leckalopezie wurde auch verschiedene Psychopharmaka und Sedativa angewendet, die bis zur Normalisierung des Verhaltens gegeben und anschließend ausgeschlichen werden müssen. Erfolgreich wurden bislang Phenobarbital, Diazepam, Naloxon, Fluoxetin, Clomipramin, Amitriptylin und Haloperidol eingesetzt.
Die unbehandelte Störung führt zu vermehrtem Leiden der Tiere, Anfälligkeit für sekundäre Erkrankungen sowie gelegentlich zur Ausbildung anderer Symptome im Verhalten, sofern die Ursachen nicht erkannt und beseitigt werden.